# Tour der schottischen Rugby-Union-Nationalmannschaft nach Südafrika 1960
| Tour der Schotten nach Südafrika 1960 | Tour der Schotten nach Südafrika 1960 | Tour der Schotten nach Südafrika 1960 | Tour der Schotten nach Südafrika 1960 | Tour der Schotten nach Südafrika 1960 |
| Übersicht                             | S                                     | G                                     | U                                     | N                                     |
| ------------------------------------- | ------------------------------------- | ------------------------------------- | ------------------------------------- | ------------------------------------- |
| Test Matches                          | 1                                     | 0                                     | 0                                     | 1                                     |
| Sonstige Spiele                       | 2                                     | 2                                     | 0                                     | 0                                     |
| Gesamt                                | 3                                     | 2                                     | 0                                     | 1                                     |
|                                       |                                       |                                       |                                       |                                       |
| Südafrika                             | 1                                     | 0                                     | 0                                     | 1                                     |

Die Tour der schottischen Rugby-Union-Nationalmannschaft nach Südafrika 1960 umfasste eine Reihe von Freundschaftsspielen der schottischen Rugby-Union-Nationalmannschaft. Sie reiste Ende April und Anfang Mai 1960 durch Südafrika, wobei sie während dieser Zeit drei Spiele bestritt. Darunter war ein Test Match gegen die südafrikanische Nationalmannschaft, das mit einer Niederlage endete. Hinzu kamen zwei weitere Spiele gegen Auswahlteams, die beide gewonnen werden konnten.
Jahrzehntelang waren schottische Nationalspieler nur dann durch die Südhemisphäre getourt, wenn sie von den British Lions aufgeboten worden waren. In den 1950er Jahren begannen die Nationalmannschaften der Five Nations, von dieser Tradition abzuweichen und eigenständige Touren zu veranstalten. 1960 war Schottland nach Frankreich die zweite Mannschaft, die in Übersee zu touren begann.

## Spielplan
- Hintergrundfarbe grün = Sieg
- Hintergrundfarbe rot = Niederlage

(Test Matches sind grau unterlegt; Ergebnisse aus der Sicht Schottlands)
| # | Datum          | Gegner            | Ort            | Stadion              | Ergebnis |
| - | -------------- | ----------------- | -------------- | -------------------- | -------- |
| 1 | 30. April 1960 | Südafrika         | Port Elizabeth | Boet Erasmus Stadium | 10:18    |
| 2 | 04. Mai 1960   | Griqualand West   | Kimberley      | Hoffe Park           | 21:11    |
| 3 | 07. Mai 1960   | Eastern Transvaal | Springs        | PAM Brink Stadium    | 30:16    |

## Test Match
| 30. April 1960 | Südafrika                                                           | 18 : 10       | Schottland                                  | Boet Erasmus Stadium, Port Elizabeth Zuschauer: 24.000 Schiedsrichter: Bertie Strasheim (Südafrika) |
| 30. April 1960 | Versuche: Gericke van Jaarsveldt van Zyl (2) Erhöhungen: Gerber (3) | (5:5) Bericht | Versuche: Bruce Smith Erhöhungen: Smith (2) | Boet Erasmus Stadium, Port Elizabeth Zuschauer: 24.000 Schiedsrichter: Bertie Strasheim (Südafrika) |

Aufstellungen:
- Südafrika: Peter Allen, Martiens Bekker, Johan Claassen, Jannie Engelbrecht, John Gainsford, Mickey Gerber, Frederick Gericke, Douglas Holton, Douglas Hopwood, Ian Kirkpatrick, Dave Stewart, Robert Twigge, Albertus van der Merwe, Desmond van Jaarsveldt , Hugo van Zyl
- Schottland: Frans Bos, Norman Bruce, Patrick Burnet, Robin Chisholm, David Edwards, Oliver Grant, Walter Hart, Hamish Kemp, Hugh McLeod, David Rollo, Brian Shillinglaw, Arthur Smith, George Stevenson, Ronnie Thomson, Gordon Waddell